# Rocco Bonzanigo
Rocco Bonzanigo (* 6. Juli 1809 in Bellinzona; † 31. Oktober 1881 ebenda) war ein Schweizer Politiker. Von 1851 bis 1854 gehörte er dem Nationalrat an.

## Biografie
Der Sohn eines vermögenden Grundbesitzers studierte Recht an der Universität Parma, ab 1832 war er als Rechtsanwalt tätig. Ausserdem betrieb er ab 1840 zusammen mit seinem Bruder eine Seidenspinnerei in Bellinzona. Bonzanigo galt als gemässigter Liberaler und wurde 1839 in den Grossen Rat des Kantons Tessin gewählt, den er im Jahr 1851 präsidierte. Von 1850 bis 1854 amtierte er zusätzlich als Stadtpräsident von Bellinzona.
Bonzanigo kandidierte bei den Nationalratswahlen 1851 und wurde im Wahlkreis Tessin-Nord gewählt. Mit Unterstützung der Katholisch-Konservativen gelang ihm im Oktober 1854 die Wiederwahl, doch die Radikalliberalen fochten das Ergebnis an und erzwangen mit juristischen Mitteln eine Wahlwiederholung. Diese fand im März 1855 statt und Bonzanigo wurde abgewählt. Er verlor auch seinen Grossratssitz, zog aber 1859 wieder ins Kantonsparlament ein und gehörte diesem bis 1867 an. Von 1862 bis zu seinem Tod war er Mitglied des Verwaltungsrates der Tessiner Kantonalbank, ab 1877 dessen Präsident.